# 소피 우
소피 우(Sophie Wu, 1983년 3월 29일 ~ )는 영국의 배우, 영화배우이다.
영국에서 태어났다.

## 방송
- 프레쉬 미트 시즌3
- 프레쉬 미트 시즌2
- 페이즈

## 영화
- 락 앤 러브 (2011년) - 킴 역
- 킥 애스: 영웅의 탄생 (2010년)
- 맨 온 어 모터사이클 (2009년)
- 나는 네가 캠퍼스에서 한 일을 알고 있다 (2009년)
- 와일드 차일드 (2008년) - 카밀라 키키 역
- 디 아더 맨 (2008년) - 가게 점원 역
- 북극(영어판) (2007년)